# Андре Мажино
Андре Мажино (фр. André Maginot фр. вимова: [ɑ̃dʁe maʒino]; нар. 17 лютого 1877, Париж — пом. 7 січня 1932, там само) — французький політик.
У 1897 став доктором юриспруденції. Був аудитором Державної ради і помічником генерал-губернатора Алжиру. Він став членом Національних зборів у 1910 році і був заступником державного секретаря з сільської оборони у грудні 1913 — червні 1914. Згодом, Мажино брав участь як сержант у Першій світовій війні і був важко поранений. Після укладення миру, він був протягом багатьох років головою Національної асоціації ветеранів війни і мав, таким чином, велику популярність. У 1917 він став міністром колоній, а у 1921 році — міністром пенсій. Мажино був також військовим міністром з 1922 по 1924, 1926 по 1929, 1930 і 1931 і активно допомагав французькій армії розширити кордони оборони на сході.
Мажино дав своє ім'я лінії укріплень, яка була побудована на кордоні Франції з Німеччиною та Італією у 1928–1936 роках.